# فرمانده جنگ
فرماندهٔ جنگ (انگلیسی: Chief of War) یک مجموعهٔ درام تاریخی آمریکایی است که توسط توماس پاʻا سیبِت و جیسون موموآ برای اپل تی‌وی پلاس ساخته شده است. جیسون موموآ علاوه بر ایفای نقش اصلی، تهیه‌کنندگی اجرایی این مجموعه را نیز بر عهده دارد. این مجموعه شامل ۹ قسمت است و از ۱ اوت ۲۰۲۵ از اپل تی‌وی پلاس پخش شد.

## تولید
به گفتهٔ توماس پاʻا سیبت، ایدهٔ ساخت فرماندهٔ جنگ برای نخستین بار در سال ۲۰۱۵ توسط او و جیسون موموآ شکل گرفت. در ابتدا قرار بود این پروژه به صورت یک فیلم سینمایی دربارهٔ شخصیت کامهامِها ساخته شود، اما بعدها تمرکز داستان به زاویهٔ دید شخصیت کایانا تغییر یافت.
در آوریل ۲۰۲۲ اعلام شد که اپل تی‌وی پلاس ساخت یک مینی‌سریال هشت قسمتی را سفارش داده و موموآ به عنوان بازیگر اصلی و تهیه‌کنندهٔ اجرایی در پروژه حضور خواهد داشت. در همان ماه، جاستین چون نیز به‌عنوان کارگردان دو قسمت از مجموعه انتخاب شد.
تمام قسمت‌های این مجموعه به‌طور مشترک توسط موموآ و سیبت نوشته شده‌اند و برای دیالوگ‌های به زبان هاوایی، از همکاری کارشناسان زبان در مؤسسهٔ Awaiaulu، یک مرکز بایگانی و ترجمه در شهر هونولولو بهره گرفته شد. همچنین در تمام بخش‌های تولید، مشاوران فرهنگی به کار گرفته شدند تا بالاترین میزان اصالت و وفاداری تاریخی حفظ شود؛ حتی تا جایی که قایق‌های جنگی سنتی (waʻa) به‌طور کامل از ابتدا با استفاده از مواد بومی و روش‌های تاریخی ساخته شدند.

## انتشار
پخش این مجموعه با دو قسمت نخست در ۱ اوت ۲۰۲۵ آغاز شد و قسمت‌های جدید آن به صورت هفتگی تا ۱۹ سپتامبر ۲۰۲۵ منتشر می‌شوند.
با اینکه این مجموعه در ابتدا به‌عنوان یک مینی‌سریال محدود معرفی شده بود، موموآ و سیبت در ژوئیهٔ ۲۰۲۵ اعلام کردند که احتمال دارد فصل دوم و سوم آن در ماه سپتامبر تأیید و وارد مرحلهٔ تولید شوند.